# 2869 Непрядва
2869 Непрядва (2869 Nepryadva) — астероїд головного поясу, відкритий 7 вересня 1980 року.
Тіссеранів параметр щодо Юпітера — 3,341.